# Alexias
Die Alexias (griechisch Ἀλεξιάδα, teils auch Alexiade) ist ein in den 1140er Jahren von der byzantinischen Historikerin Anna Komnena, der Tochter von Kaiser Alexios I., geschriebenes Geschichtswerk. Es besteht aus 15 Büchern, in denen die politische und militärische Geschichte des Byzantinischen Reiches von den ersten militärischen Erfolgen ihres Vaters unter den Kaisern Michael VII. und Nikephoros III. über seine Regierungszeit (1081–1118) bis zu seinem Tod beschrieben wird. Es ist eines der wichtigsten Informationsquellen über das mittelbyzantinische Zeitalter.

## Inhalt
Mit ihrem großen Geschichtswerk Alexias setzte Anna Komnena nicht nur ihrem Vater Alexios I. ein literarisches Denkmal, sondern sie schuf mit ihm auch eine Ergänzung und Fortsetzung der historischen Schrift ihres Gatten Nikephoros Bryennios. Im ersten Buch ihres Werks beschreibt sie u. a., wie ihr Vater als 14-Jähriger an der Seite des byzantinischen Kaisers Romanos IV. Diogenes auftrat. Dann wird sein Kampf gegen Roussel Phrangopolos geschildert, wobei Alexios seine noch häufig gebrauchten Mittel wie Überredungskunst, Kriegslisten und Milde gegenüber besiegten Gegnern erstmals anwandte. Ferner findet sich eine Darstellung seiner Unterdrückung der Usurpationsversuche des älteren Nikephoros Bryennios und des Nikephoros Basilakes. Im zweiten Buch wird die Abdankung des Kaisers Nikephoros III. Botaneiates und die Machtergreifung von Annas Vater erzählt. Dabei entwirft die Autorin ein detailliertes Bild der Manöver der verbündeten Familien, um ihren Günstling zur Macht zu verhelfen. Sie porträtiert ferner neben ihrem Vater auch ausführlich ihre Mutter Irene Dukaina und die Kaiserinwitwe Maria. Über den Krieg des Alexios gegen Seldschuken und Normannen informiert Anna im dritten Buch ihres Werks und gibt u. a. ein Schreiben ihres Vaters an den römisch-deutschen Kaiser Heinrich IV. wörtlich wieder. Das vierte Buch widmet sich der Darstellung der normannischen Belagerung von Dyrrhachion, wobei sich die byzantinischen Streitkräfte trotz venezianischer Unterstützung letztlich zurückzuziehen hatten.
Die folgenden beiden Bücher beschreiben den weiteren Kriegsverlauf zwischen Byzantinern und Normannen, Alexios’ Allianz mit den Venezianern und den 1085 erfolgten Tod des Normannenherrschers Robert Guiskard. Der von Kaiser Alexios persönlich geleitete Kampf gegen die über die Donau vorgedrungenen Petschenegen wird im siebten Buch dargestellt, außerdem kriegerische Auseinandersetzungen mit dem Seldschuken-Bey Tzachas an der Westküste Kleinasiens. Der byzantinische Sieg über ein gegen Konstantinopel vorstoßendes Heer der Petschenegen in der Schlacht von Levounion (April 1091) gehört zum Inhalt des achten Buchs, ebenso die Unterdrückung mehrerer Aufstände. Sodann berichtet Buch 9 anfangs über die weiteren Kämpfe des Alexios gegen Tzachas, wobei ihm die Einnahme von Mitylene gelang; daraufhin werden fehlgeschlagene Rebellionen auf Kreta und Zypern erwähnt.
Die Autorin geht im zehnten Buch ihres Geschichtswerks auf die Kämpfe der byzantinischen Streitkräfte gegen die Kumanen ein, ferner auf Alexios’ Inspektionsreise nach Nikomedia und den 1096/97 erfolgten Beginn des Ersten Kreuzzugs. Dabei schildert sie u. a. das Eintreffen eines Heerführers dieses Kreuzzugs, Gottfried von Bouillon, in Konstantinopel und dessen Verhandlungen mit Alexios, in deren Verlauf sich Gottfried schließlich bequemte, den Lehnseid auf den byzantinischen Kaiser abzulegen. Buch 11 schildert u. a. die Eroberung von Antiochia durch die Kreuzfahrer (1097/98), die Gründung des Königreichs Jerusalem als neuen Kreuzfahrerstaat, Streitigkeiten zwischen den Byzantinern und dem Kreuzzugführer Bohemund von Tarent und eine Seeschlacht zwischen der byzantinischen Kriegsflotte und einem Geschwader der Pisaner. Alexios’ Kampf gegen Bohemund im Westen seines Reichs und gegen Tankred von Tiberias im Osten wird im zwölften Buch der Alexias erzählt, ebenso die erfolglose Revolte des byzantinischen Militärbefehlshabers Gregorios Taronites in Trapezunt. Buch 13 liefert eine Darstellung der endgültigen militärischen Konfrontation von Kaiser Alexios mit Bohemund von Tarent bei Dyrrhachion, in der Alexios mit Hilfe Venedigs siegreich blieb und Bohemund im Vertrag von Devol (1108) zur Unterwerfung zwang. Anna Komnena bringt dabei im 12. Kapitel des 13. Buchs den gesamten Text dieses Friedensvertrags im Wortlaut.
Das vorletzte Buch von Annas Werk widmet sich der Beschreibung verschiedener weiterer Kämpfe ihres Vaters, die er sich persönlich zu führen bemühte, obwohl er bereits an der Gicht litt. Der Ausbruch dieser Krankheit wird ebenfalls dargestellt. Im abschließenden Buch 15 schildert Anna die großen militärischen Anstrengungen ihres Vaters im Kampf gegen den Seldschuken-Sultan, mit dem er letztlich einen zufriedenstellenden Friedensvertrag erzielen konnte. Dann berichtet die Autorin über Alexios’ Gründung eines großen Waisen- und Krankenhauses in Konstantinopel und sein derbes Vorgehen gegen die Sekte der Bogomilen sowie über die Umstände seines Todes.

## Tendenz; Quellenwert; Stil
Anna Komnena hatte sich vorgenommen, in ihrem Geschichtswerk objektiv über die Ereignisse der Regierung ihres Vaters zu berichten, doch widerlief diesem Vorsatz das literarische Motiv, ein Enkomion auf Alexios I. zu verfassen. So betonte sie Vieles, das ihren Vater und seine Familie in günstiges Licht rückte, und ließ für ihn Negatives weg oder kaschierte es. Dies verdeutlicht ein Vergleich von Annas Darstellung mit jener der byzantinischen Chronisten Niketas Choniates und Johannes Zonaras. Auch die Selbstdarstellung von Annas Person weist Retuschen auf. Im Werk der Geschichtsschreiberin fließt häufig ebenso ihre subjektive Einstellung zu anderen porträtierten Personen ein. So berichtet sie ziemlich negativ über die ihr verhassten Kreuzfahrer, wobei das Vorurteil ihres orthodoxen Glaubens gegenüber den „Lateinern“ mitschwingt. Einzig dem blonden, blauäugigen und hünenhaften Normannen Bohemund von Tarent, dessen Charme und fremdartige Schönheit sie offenbar beeindruckt, spendet sie in einer ausführlichen Ekphrasis überraschendes Lob. In ihrer Schilderung seiner Person gesteht sie, von ihm fasziniert zu sein. Ihren Bruder Johannes, gegen den sie eine lebhafte Abneigung empfand, erwähnt sie nur selten; und sie behandelt seine Regierungszeit als Nachfolger seines Vaters überhaupt nicht.
In Bezug auf die Erklärung der Zusammenhänge und Motive der dargestellten Ereignisse bleibt Anna eher oberflächlich und konzentriert sich vor allem auf die reine Beschreibung von Kriegsaktionen, Staatsakten und Kirchenfesten sowie von Einzelpersonen und kulturhistorischen Einzelheiten. Dennoch hat ihre Darstellung hohen historischen Quellenwert. So liefert sie wichtige Details für die Geschichte des Ersten Kreuzzugs, für die Beziehungen von Byzanz zu den Seldschuken und den nördlichen Steppenvölkern, für die militärischen Vorkommnisse sowie das Hofleben während der Regierung ihres Vaters. Ebenso bietet die Alexias u. a. wertvolle Informationen zur Verwaltungsgeschichte, zum Umgang mit Häretikern sowie zum Gesundheitswesen und Philosophieunterricht im Byzantinischen Reich.
Im Hinblick auf die Sprache und den Stil war Anna eine Verfechterin des Attizismus und Purismus. Sie entschuldigt sich bei ihren Lesern etwa für die Einfügung „barbarischer“ Personennamen der Feinde ihres Vaters in ihre hellenische Prosa und archaisiert fremde Völkernamen, sodass genaue Analysen nötig sind, um diese Bezeichnungen richtig zu interpretieren. Die Donau nennt sie Ister. Dennoch verwendet sie häufig bedenkenlos gebräuchliche Fachwörter und umgangssprachliche Ausdrücke. Nicht selten sind bei ihr Bedeutungsveränderungen von Wörtern gegenüber deren klassischem Gebrauch anzutreffen. Öfter als ältere byzantinische Historiker legt sie Zitate aus klassischen Autoren wie Homer (etwa 50 Ilias-Zitate), den antiken griechischen Tragikern und Geschichtsschreibern in ihr Werk ein. Ihre literarischen Vorbilder waren Thukydides und Polybios. In ihrer Darstellung finden sich viele lebendige und dramatische Szenen wie die Flucht und Rettung des Alexios I. (Alexias 4, 7) und die Seeschlacht zwischen Byzantinern und Pisanern (Alexias 11, 10). Anna war auch die einzige Frau, die ein byzantinisches Geschichtswerk verfasste.

## Editionsgeschichte
Die erste Ausgabe der Alexias besorgte David Höschel unter dem Titel Alexiados Libri VIII (Augsburg 1610). Der Text ist aber nur eine Kurzfassung und ziemlich korrupt, vor allem im achten Buch. Die einzelnen Bücher sind nicht in Kapitel unterteilt. Diese Edition war Markus Welser und Johann Jakob Rembold, Patriziern von Augsburg, gewidmet. Der französische Jesuit und Gelehrte Pierre Poussines legte eine vollständige Fassung der Alexias vor (Paris 1651) und fügte ihr eine – allerdings sehr fehlerhafte – lateinische Übersetzung bei. Du Cange schrieb wertvolle Anmerkungen zur Alexias, die in der Pariser Ausgabe des Johannes Kinnamos von 1670 enthalten sind. Eine deutsche Übersetzung der Alexias findet sich im ersten Band der von Friedrich Schiller veröffentlichten Historischen Memoiren (Jena 1790). Der deutsche Byzantinist Ludwig Schopen ließ nur den ersten Band seiner als Annae Comnenae Alexiadis Libri XV betitelten Edition mit einer sorgfältigen lateinischen Übersetzung erscheinen (Bd. 1, Bonn 1839); August Reifferscheid gab den zweiten Band nach Schopens Vorarbeiten 1878 heraus. Elizabeth Dawes schuf eine englische Übersetzung der Alexias (London 1928). Bernard Leib veröffentlichte eine dreibändige Edition des Geschichtswerks von Anna Komnena mit französischer Übersetzung (Paris 1937–45).

## Ausgaben
- B. Leib (Hrsg.): Anna Comnène, Alexiade I–III. Paris 1939–1945 (Collection byzantine).
- Diether Roderich Reinsch, Athanasios Kambylis: Annae Comnenae Alexias (Corpus fontium historiae Byzantinae. Ser. Berolinensi 40). de Gruyter, Berlin 2001, ISBN 3-11-015813-2 (Originaltext).
- Anna Komnene: Alexias. Übersetzt, eingeleitet und mit Anmerkungen versehen von Diether Roderich Reinsch. DuMont, Köln 1996; 2. Auflage de Gruyter, Berlin 2001, ISBN 3-7701-3492-3 (deutsche Übersetzung).